# Mistrovství světa juniorů v orientačním běhu 2008
19. Mistrovství světa juniorů v orientačním běhu proběhlo ve Švédsku ve dnech 30. června až 6. července 2008. Centrum závodů JMS bylo ve městě Göteborg ležícím v provincii Västergötland na západním pobřeží Švédska u zálivu Kattegat.

## Závod ve sprintu

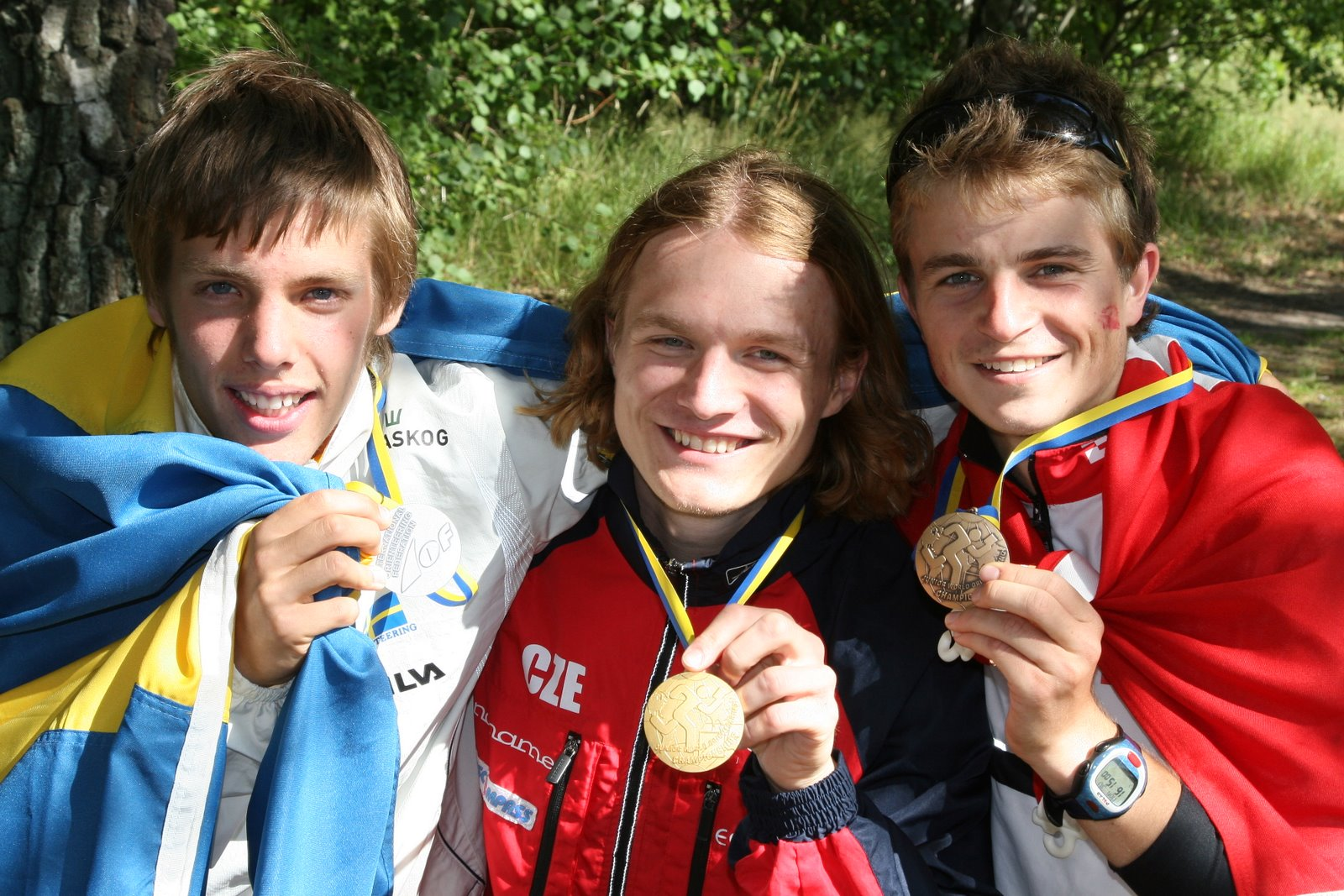
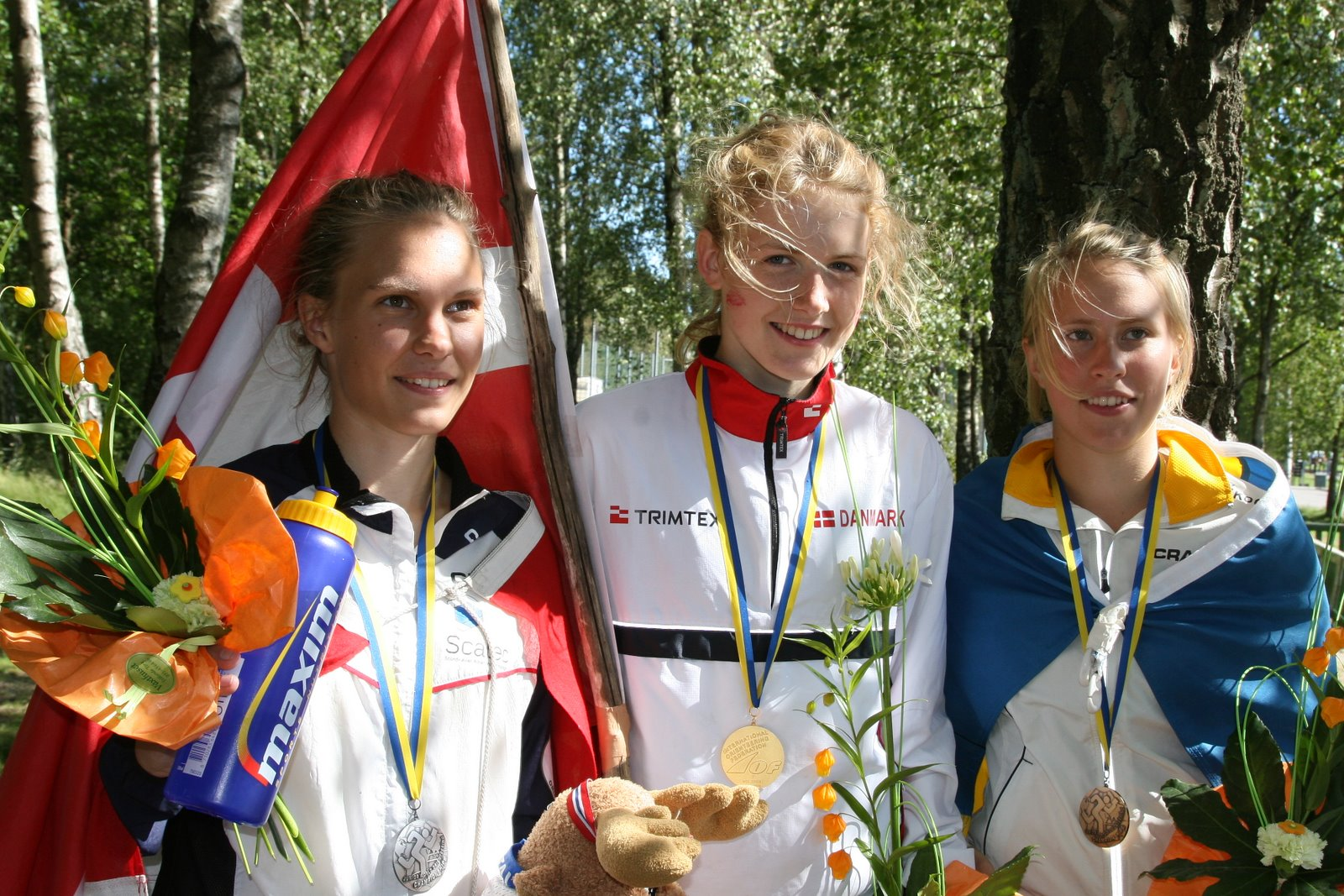

### Výsledky sprintu
| Muži                                                                               | Muži                                                                               | Muži                                                                               | Muži                                                                               | Muži                                                                               | Ženy                                                                               | Ženy                                                                               | Ženy                                                                               | Ženy                                                                               | Ženy                                                                               |
| ---------------------------------------------------------------------------------- | ---------------------------------------------------------------------------------- | ---------------------------------------------------------------------------------- | ---------------------------------------------------------------------------------- | ---------------------------------------------------------------------------------- | ---------------------------------------------------------------------------------- | ---------------------------------------------------------------------------------- | ---------------------------------------------------------------------------------- | ---------------------------------------------------------------------------------- | ---------------------------------------------------------------------------------- |
| - Traťové parametry: 2,5 km, 16 kontrol, ? m převýšení. - Mapa: ? 1:10 000 E= 2,5m | - Traťové parametry: 2,5 km, 16 kontrol, ? m převýšení. - Mapa: ? 1:10 000 E= 2,5m | - Traťové parametry: 2,5 km, 16 kontrol, ? m převýšení. - Mapa: ? 1:10 000 E= 2,5m | - Traťové parametry: 2,5 km, 16 kontrol, ? m převýšení. - Mapa: ? 1:10 000 E= 2,5m | - Traťové parametry: 2,5 km, 16 kontrol, ? m převýšení. - Mapa: ? 1:10 000 E= 2,5m | - Traťové parametry: 2,6 km, 13 kontrol, ? m převýšení. - Mapa: ? 1:10 000 E= 2,5m | - Traťové parametry: 2,6 km, 13 kontrol, ? m převýšení. - Mapa: ? 1:10 000 E= 2,5m | - Traťové parametry: 2,6 km, 13 kontrol, ? m převýšení. - Mapa: ? 1:10 000 E= 2,5m | - Traťové parametry: 2,6 km, 13 kontrol, ? m převýšení. - Mapa: ? 1:10 000 E= 2,5m | - Traťové parametry: 2,6 km, 13 kontrol, ? m převýšení. - Mapa: ? 1:10 000 E= 2,5m |
| Umístění                                                                           | Země                                                                               | Jméno                                                                              | Čas                                                                                | Ztráta                                                                             | Umístění                                                                           | Země                                                                               | Jméno                                                                              | Čas                                                                                | Ztráta                                                                             |
|                                                                                    | Česko                                                                              | Štěpán Kodeda                                                                      | 0:13:21                                                                            |                                                                                    |                                                                                    | Dánsko                                                                             | Emma Klingenbergová                                                                | 0:13:40                                                                            |                                                                                    |
|                                                                                    | Švédsko                                                                            | Johan Runesson                                                                     | 0:13:22                                                                            | + 0:00:01                                                                          |                                                                                    | Norsko                                                                             | Silje Ekroll Jahrenová                                                             | 0:13:41                                                                            | + 0:00:01                                                                          |
|                                                                                    | Dánsko                                                                             | Søren Bobach                                                                       | 0:13:28                                                                            | + 0:00:07                                                                          |                                                                                    | Švédsko                                                                            | Jenny Lönnkvistová                                                                 | 0:13:42                                                                            | + 0:00:02                                                                          |
| 4                                                                                  | Švýcarsko                                                                          | Matthias Kyburz                                                                    | 0:13:34                                                                            | + 0:00:13                                                                          | 4                                                                                  | Česko                                                                              | Šárka Svobodná                                                                     | 0:13:44                                                                            | + 0:00:04                                                                          |
| 5                                                                                  | Itálie                                                                             | Andrea Seppi                                                                       | 0:13:35                                                                            | + 0:00:14                                                                          | 5                                                                                  | Dánsko                                                                             | Zenia Hejlskov Mogensenová                                                         | 0:13:48                                                                            | + 0:00:08                                                                          |
| 6                                                                                  | Ukrajina                                                                           | Artem Panchenko                                                                    | 0:13:42                                                                            | + 0:00:21                                                                          | 6                                                                                  | Česko                                                                              | Tereza Novotná                                                                     | 0:13:54                                                                            | + 0:00:14                                                                          |

## Závod na krátké trati (Middle)

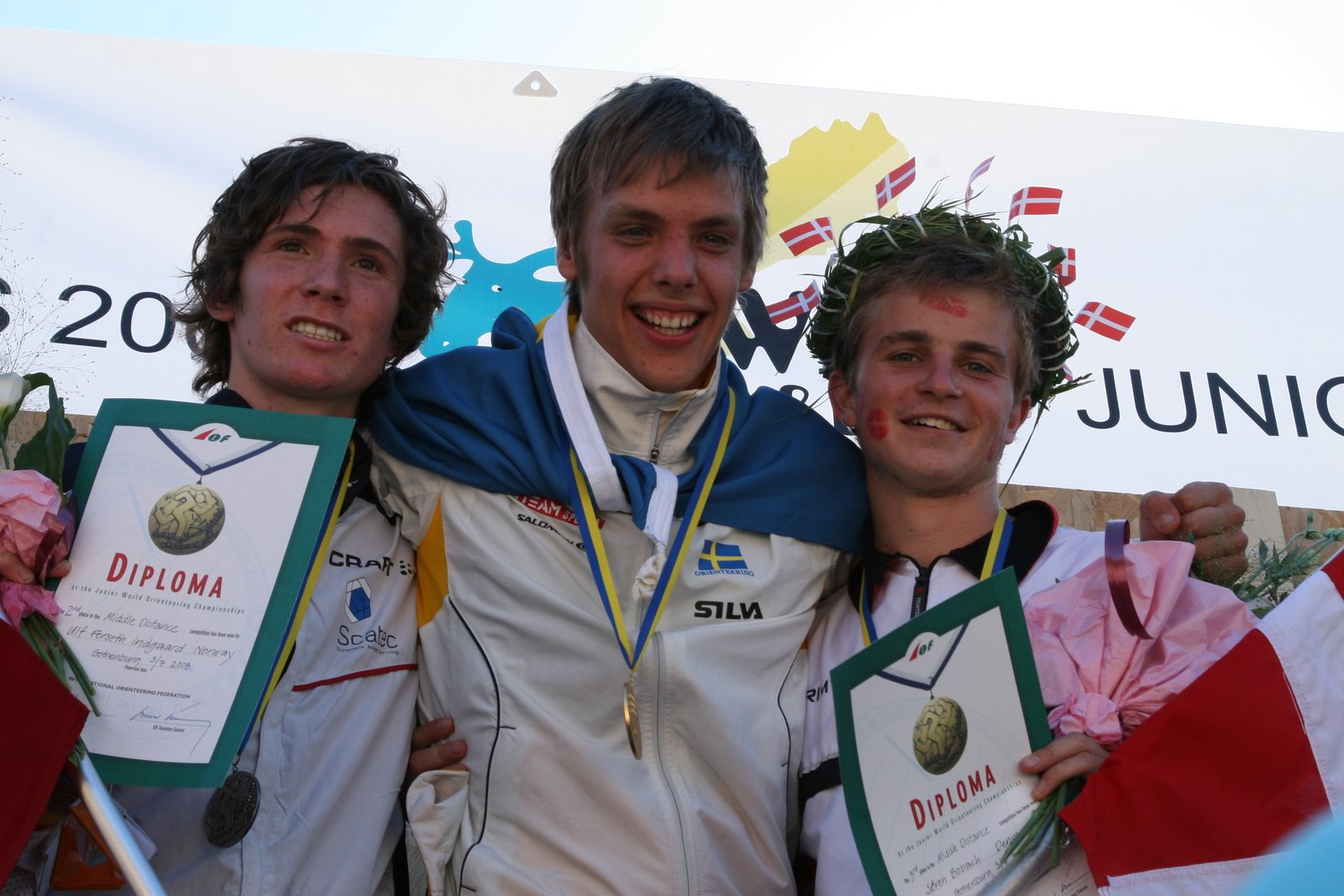
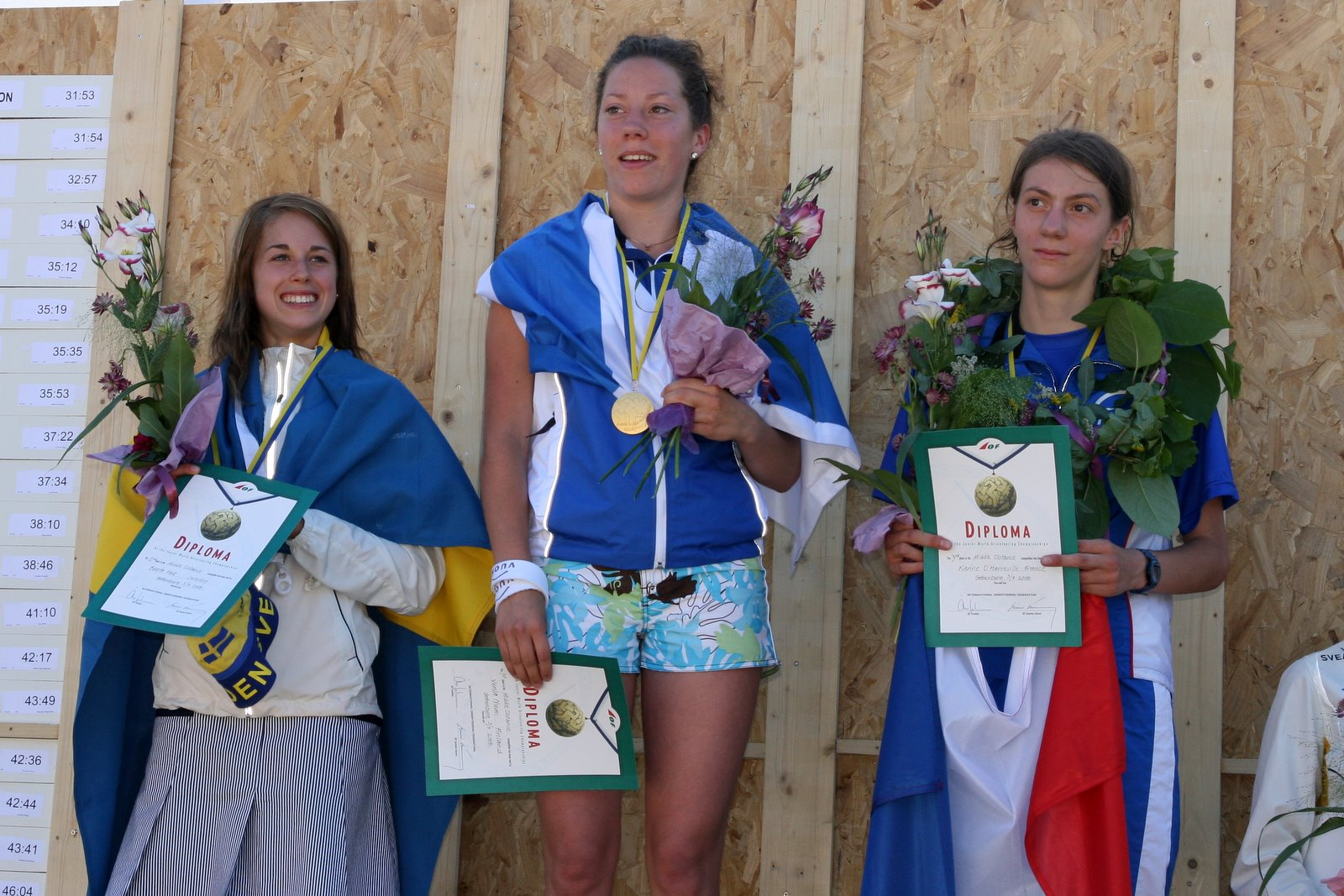

### Výsledky závodu na krátké trati (Middle)
| Muži                                                                               | Muži                                                                               | Muži                                                                               | Muži                                                                               | Muži                                                                               | Ženy                                                                               | Ženy                                                                               | Ženy                                                                               | Ženy                                                                               | Ženy                                                                               |
| ---------------------------------------------------------------------------------- | ---------------------------------------------------------------------------------- | ---------------------------------------------------------------------------------- | ---------------------------------------------------------------------------------- | ---------------------------------------------------------------------------------- | ---------------------------------------------------------------------------------- | ---------------------------------------------------------------------------------- | ---------------------------------------------------------------------------------- | ---------------------------------------------------------------------------------- | ---------------------------------------------------------------------------------- |
| - Traťové parametry: 4,1 km, 16 kontrol, ? m převýšení. - Mapa: ? 1:10 000 E= 2,5m | - Traťové parametry: 4,1 km, 16 kontrol, ? m převýšení. - Mapa: ? 1:10 000 E= 2,5m | - Traťové parametry: 4,1 km, 16 kontrol, ? m převýšení. - Mapa: ? 1:10 000 E= 2,5m | - Traťové parametry: 4,1 km, 16 kontrol, ? m převýšení. - Mapa: ? 1:10 000 E= 2,5m | - Traťové parametry: 4,1 km, 16 kontrol, ? m převýšení. - Mapa: ? 1:10 000 E= 2,5m | - Traťové parametry: 3,0 km, 12 kontrol, ? m převýšení. - Mapa: ? 1:10 000 E= 2,5m | - Traťové parametry: 3,0 km, 12 kontrol, ? m převýšení. - Mapa: ? 1:10 000 E= 2,5m | - Traťové parametry: 3,0 km, 12 kontrol, ? m převýšení. - Mapa: ? 1:10 000 E= 2,5m | - Traťové parametry: 3,0 km, 12 kontrol, ? m převýšení. - Mapa: ? 1:10 000 E= 2,5m | - Traťové parametry: 3,0 km, 12 kontrol, ? m převýšení. - Mapa: ? 1:10 000 E= 2,5m |
| Umístění                                                                           | Země                                                                               | Jméno                                                                              | Čas                                                                                | Ztráta                                                                             | Umístění                                                                           | Země                                                                               | Jméno                                                                              | Čas                                                                                | Ztráta                                                                             |
|                                                                                    | Švédsko                                                                            | Johan Runesson                                                                     | 0:30:45                                                                            |                                                                                    |                                                                                    | Finsko                                                                             | Venla Niemiová                                                                     | 0:28:29                                                                            |                                                                                    |
|                                                                                    | Norsko                                                                             | Ulf Forseth Indgaard                                                               | 0:31:16                                                                            | + 0:00:31                                                                          |                                                                                    | Švédsko                                                                            | Beata Falková                                                                      | 0:29:03                                                                            | + 0:00:34                                                                          |
|                                                                                    | Dánsko                                                                             | Søren Bobach                                                                       | 0:31:19                                                                            | + 0:00:34                                                                          |                                                                                    | Francie                                                                            | Karine Harrevilleová                                                               | 0:29:12                                                                            | + 0:00:43                                                                          |
| 4                                                                                  | Finsko                                                                             | Olli Markus Taivainen                                                              | 0:31:21                                                                            | + 0:00:36                                                                          | 4                                                                                  | Švédsko                                                                            | Anna Forsbergová                                                                   | 0:29:30                                                                            | + 0:01:01                                                                          |
| 5                                                                                  | Švédsko                                                                            | Olle Boström                                                                       | 0:31:29                                                                            | + 0:00:44                                                                          | 5                                                                                  | Švédsko                                                                            | Jenny Lönnkvistová                                                                 | 0:29:40                                                                            | + 0:01:11                                                                          |
| 6                                                                                  | Švédsko                                                                            | Pelle Engstrand                                                                    | 0:32:06                                                                            | + 0:01:21                                                                          | 6                                                                                  | Finsko                                                                             | Marika Teiniová                                                                    | 0:29:47                                                                            | + 0:01:18                                                                          |

## Závod na klasické trati (Long)

### Výsledky závodu na klasické trati (Long)
| Muži                                                                              | Muži                                                                              | Muži                                                                              | Muži                                                                              | Muži                                                                              | Ženy                                                                             | Ženy                                                                             | Ženy                                                                             | Ženy                                                                             | Ženy                                                                             |
| --------------------------------------------------------------------------------- | --------------------------------------------------------------------------------- | --------------------------------------------------------------------------------- | --------------------------------------------------------------------------------- | --------------------------------------------------------------------------------- | -------------------------------------------------------------------------------- | -------------------------------------------------------------------------------- | -------------------------------------------------------------------------------- | -------------------------------------------------------------------------------- | -------------------------------------------------------------------------------- |
| - Traťové parametry: 10,2 km, 21 kontrol, ? m převýšení. - Mapa: ? 1:15 000 E= 5m | - Traťové parametry: 10,2 km, 21 kontrol, ? m převýšení. - Mapa: ? 1:15 000 E= 5m | - Traťové parametry: 10,2 km, 21 kontrol, ? m převýšení. - Mapa: ? 1:15 000 E= 5m | - Traťové parametry: 10,2 km, 21 kontrol, ? m převýšení. - Mapa: ? 1:15 000 E= 5m | - Traťové parametry: 10,2 km, 21 kontrol, ? m převýšení. - Mapa: ? 1:15 000 E= 5m | - Traťové parametry: 6,7 km, 15 kontrol, ? m převýšení. - Mapa: ? 1:15 000 E= 5m | - Traťové parametry: 6,7 km, 15 kontrol, ? m převýšení. - Mapa: ? 1:15 000 E= 5m | - Traťové parametry: 6,7 km, 15 kontrol, ? m převýšení. - Mapa: ? 1:15 000 E= 5m | - Traťové parametry: 6,7 km, 15 kontrol, ? m převýšení. - Mapa: ? 1:15 000 E= 5m | - Traťové parametry: 6,7 km, 15 kontrol, ? m převýšení. - Mapa: ? 1:15 000 E= 5m |
| Umístění                                                                          | Země                                                                              | Jméno                                                                             | Čas                                                                               | Ztráta                                                                            | Umístění                                                                         | Země                                                                             | Jméno                                                                            | Čas                                                                              | Ztráta                                                                           |
|                                                                                   | Švédsko                                                                           | Johan Runesson                                                                    | 1:12:22                                                                           |                                                                                   |                                                                                  | Švédsko                                                                          | Jenny Lönnkvistová                                                               | 0:55:12                                                                          |                                                                                  |
|                                                                                   | Estonsko                                                                          | Timo Sild                                                                         | 1:12:34                                                                           | + 0:00:12                                                                         |                                                                                  | Švédsko                                                                          | Beata Falková                                                                    | 0:55:50                                                                          | + 0:00:38                                                                        |
|                                                                                   | Švýcarsko                                                                         | Matthias Kyburz                                                                   | 1:12:36                                                                           | + 0:00:14                                                                         |                                                                                  | Norsko                                                                           | Siri Ulvestadová                                                                 | 0:56:25                                                                          | + 0:01:13                                                                        |
| 4                                                                                 | Norsko                                                                            | Erik Sagvolden                                                                    | 1:12:38                                                                           | + 0:00:16                                                                         | 4                                                                                | Francie                                                                          | Marine Leloupová                                                                 | 0:58:30                                                                          | + 0:03:18                                                                        |
| 5                                                                                 | Švédsko                                                                           | Olle Boström                                                                      | 1:12:40                                                                           | + 0:00:18                                                                         | 5                                                                                | Francie                                                                          | Karine Harrevilleová                                                             | 0:58:34                                                                          | + 0:03:22                                                                        |
| 6                                                                                 | Finsko                                                                            | Leo Laakkonen                                                                     | 1:14:08                                                                           | + 0:01:46                                                                         | 6                                                                                | Finsko                                                                           | Venla Niemiová                                                                   | 0:58:51                                                                          | + 0:03:39                                                                        |

## Štafetový závod

### Výsledky štafetového závodu
| Muži                                                                             | Muži                                                                             | Muži                                                                             | Muži                                                                             | Muži                                                                             | Ženy                                                                     | Ženy                                                                     | Ženy                                                                     | Ženy                                                                     | Ženy                                                                     |
| -------------------------------------------------------------------------------- | -------------------------------------------------------------------------------- | -------------------------------------------------------------------------------- | -------------------------------------------------------------------------------- | -------------------------------------------------------------------------------- | ------------------------------------------------------------------------ | ------------------------------------------------------------------------ | ------------------------------------------------------------------------ | ------------------------------------------------------------------------ | ------------------------------------------------------------------------ |
| - Traťové parametry : 7,8 km, 19 kontrol, ? m převýšení - Mapa: ? 1:15 000 E= 5m | - Traťové parametry : 7,8 km, 19 kontrol, ? m převýšení - Mapa: ? 1:15 000 E= 5m | - Traťové parametry : 7,8 km, 19 kontrol, ? m převýšení - Mapa: ? 1:15 000 E= 5m | - Traťové parametry : 7,8 km, 19 kontrol, ? m převýšení - Mapa: ? 1:15 000 E= 5m | - Traťové parametry : 7,8 km, 19 kontrol, ? m převýšení - Mapa: ? 1:15 000 E= 5m | - Parametry : 5,7 km, 13 kontrol, ? m převýšení - Mapa: ? 1:15 000 E= 5m | - Parametry : 5,7 km, 13 kontrol, ? m převýšení - Mapa: ? 1:15 000 E= 5m | - Parametry : 5,7 km, 13 kontrol, ? m převýšení - Mapa: ? 1:15 000 E= 5m | - Parametry : 5,7 km, 13 kontrol, ? m převýšení - Mapa: ? 1:15 000 E= 5m | - Parametry : 5,7 km, 13 kontrol, ? m převýšení - Mapa: ? 1:15 000 E= 5m |
| Umístění                                                                         | Země                                                                             | Jméno                                                                            | Čas                                                                              | Ztráta                                                                           | Umístění                                                                 | Země                                                                     | Jméno                                                                    | Čas                                                                      | Ztráta                                                                   |
|                                                                                  | Švédsko                                                                          | Erik Liljequist Olle Boström Johan Runesson                                      | 2:28:36                                                                          |                                                                                  |                                                                          | Švédsko                                                                  | Beata Falková Lina Strandová Jenny Lönnkvistová                          | 2:19:53                                                                  |                                                                          |
|                                                                                  | Rusko                                                                            | Juri Kirjanov Georgi Mavčun Dmitrij Masnyj                                       | 2:33:42                                                                          | + 0:05:06                                                                        |                                                                          | Dánsko                                                                   | Ida Bobachová Signe Klintingová Maja Almová                              | 2:21:13                                                                  | + 0:01:20                                                                |
|                                                                                  | Norsko                                                                           | Ulf Forseth Indgaard Bjørn Danielsen Ekeberg Erik Sagvolden                      | 2:33:59                                                                          | + 0:05:23                                                                        |                                                                          | Norsko                                                                   | Anette Baklidová Kine Hallan Steiwerová Mariann Ulvestadová              | 2:28:21                                                                  | + 0:08:28                                                                |
| 4                                                                                | Estonsko                                                                         | Lauri Tammemäe Lauri Sild Timo Sild                                              | 2:34:23                                                                          | + 0:05:47                                                                        | 4                                                                        | Finsko                                                                   | Aino Leskinenová Marika Teiniová Venla Niemiová                          | 2:33:08                                                                  | + 0:13:15                                                                |
| 5                                                                                | Finsko                                                                           | Leo Laakkonen Aaro Asikainen Olli Markus Taivainen                               | 2:37:12                                                                          | + 0:08:36                                                                        | 5                                                                        | Francie                                                                  | Marine Leloupová Gaelle Barletová Karine Harrevilleová                   | 2:37:09                                                                  | + 0:17:16                                                                |
| 6                                                                                | Dánsko                                                                           | Rasmus Thrane Hansen Rasmus Kiilerich Kragh Søren Bobach                         | 2:40:34                                                                          | + 0:11:58                                                                        | 6                                                                        | Rusko                                                                    | Veronika Khismatulinová Anastasia Trubkinová Tatiana Mendelová           | 2:37:28                                                                  | + 0:17:35                                                                |

## Česká juniorská reprezentace na JMS
| Muži                       | Muži                       | Muži                       | Muži                       | Muži                       | Ženy                        | Ženy                        | Ženy                        | Ženy                        | Ženy                        |
| -------------------------- | -------------------------- | -------------------------- | -------------------------- | -------------------------- | --------------------------- | --------------------------- | --------------------------- | --------------------------- | --------------------------- |
| - Umístění českých juniorů | - Umístění českých juniorů | - Umístění českých juniorů | - Umístění českých juniorů | - Umístění českých juniorů | - Umístění českých juniorek | - Umístění českých juniorek | - Umístění českých juniorek | - Umístění českých juniorek | - Umístění českých juniorek |
| Jméno                      | Sprint                     | Middle                     | Long                       | Štafety                    | Jméno                       | Sprint                      | Middle                      | Long                        | Štafety                     |
| Štěpán Kodeda              | 1. místo                   | 14. místo                  | 14. místo                  | 8. místo                   | Šárka Svobodná              | 4. místo                    | WB22. místo                 | 23. místo                   | x                           |
| Vojtěch Král               | 24. místo                  | 44. místo                  | 62. místo                  | x                          | Simona Karochová            | 25. místo                   | 23. místo                   | 19. místo                   | x                           |
| Adam Chromý                | 35. místo                  | 11. místo                  | 8. místo                   | 8. místo                   | Eva Kabáthová               | 30. místo                   | x                           | 99. místo                   | 7. místo                    |
| Matěj Klusáček             | 57. místo                  | 16. místo                  | 30. místo                  | 8. místo                   | Tereza Novotná              | 6. místo                    | WB24. místo                 | 91. místo                   | 7. místo                    |
| Jakub Zimmermann           | 70. místo                  | MB3. místo                 | 53. místo                  | x                          | Tereza Petrželová           | 22. místo                   | 48. místo                   | 24. místo                   | x                           |
| Tomáš Bořil                | 127. místo                 | 35. místo                  | 79. místo                  | x                          | Jindra Hlavová              | 32. místo                   | WB11. místo                 | 39. místo                   | 7. místo                    |

## Medailová klasifikace podle zemí
| Medailová klasifikace podle zemí | Medailová klasifikace podle zemí | Medailová klasifikace podle zemí | Medailová klasifikace podle zemí | Medailová klasifikace podle zemí | Medailová klasifikace podle zemí |
| Umístění                         | Země                             | Zlato                            | Stříbro                          | Bronz                            | Součet                           |
| -------------------------------- | -------------------------------- | -------------------------------- | -------------------------------- | -------------------------------- | -------------------------------- |
| 1.                               | Švédsko                          | 5                                | 3                                | 1                                | 9                                |
| 2.                               | Dánsko                           | 1                                | 1                                | 2                                | 4                                |
| 3.                               | Česko                            | 1                                | -                                | -                                | 1                                |
| 3.                               | Finsko                           | 1                                | -                                | -                                | 1                                |
| 5.                               | Norsko                           | -                                | 2                                | 3                                | 5                                |
| 6.                               | Estonsko                         | -                                | 1                                | -                                | 1                                |
| 6.                               | Rusko                            | -                                | 1                                | -                                | 1                                |
| 8.                               | Francie                          | -                                | -                                | 1                                | 1                                |
| 8.                               | Švýcarsko                        | -                                | -                                | 1                                | 1                                |